# Barry Iverson
Barry Iverson (1956) è un fotografo statunitense.

## Biografia
Laureatosi in fotogiornalismo alla University of Colorado di Boutler, Stati Uniti, Barry Iverson ha prodotto immagini indelebili degli eventi più drammatici e delle personalità più prominenti del Medio Oriente nel corso degli ultimi 30 anni. Come fotografo con base al Cairo per TIME Magazine è stato nella regione per 25 anni e con i suoi reportage ha raccontato il mutare degli eventi che vanno dall'assassinio di Sadat alle tempeste di sabbia, dal rovesciamento dei Talebani dopo l'11 settembre alla recente rivoluzione egiziana.
Dopo tre anni di convalescenza per essere sopravvissuto a una ferita mortale procuratosi durante un bombardamento nel 1982, mentre faceva un servizio sull'invasione del sud del Libano per il TIME, Iverson vince una borsa di studio Fulbright nel 1985 per fare ricerca sulla storia della fotografia in Egitto e contemporaneamente insegnare fotografia alla American University del Cairo. La mostra del 1994 “Comparative views of Egypt” e il libro sono il frutto di questo lavoro che ha ricevuto brillanti recensioni e lo ha influenzato nei lavori successivi. (EN) 
Ultimamente lavora in digitale e con formati più grandi. Espone regolarmente in mostre collettive e personali e attualmente lavora sulle architetture trascendentali, sugli spazi significativi e sui costumi sociali del diciannovesimo secolo.
È attivamente impegnato in commissioni commerciali dove scatta per le campagne di aziende come Coca Cola, Four Season, General Motors, Nestlè, Proctor & Gamble, Exxon Mobil, IBM, Unilever e Mobinil. Ha inoltre lavorato per le agenzie di pubblicità come Leo Burnett, JWT, Saatchi & Saatchi, PromoSeven/McCann e Impact/BBDO.
È inoltre un membro fondatore del CIC, Contemporary Image Collective.

## Personal life
Barry Iverson currently lives in Egypt.

## Mostre

### Mostre personali

#### 2003
- The photography of Barry Iverson, Townhouse Gallery, Il Cairo, Egitto

#### 2001
- Antiquity, Camera Obscura, Denver, Stati Uniti
- American Cultural Center, Alessandria, Egitto
- Nubian Museum, Aswan, Egitto

#### 2000
- Sand, Soul and City, Townhouse Gallery, Il Cairo, Egitto

#### 1999
- Tall's Fine Art Gallery, New York, Stati Uniti

#### 1996
- Cairo-Berlin Gallery, Il Cairo, Egitto

#### 1994
- American University, Il Cairo, Egitto

#### 1985
- Harvard University, Cambridge, Stati Uniti

#### 1979
- Colorado Photographic Arts Center, Denver, Stati Uniti

#### 1999
- American Institute of Architects, Washington DC, Stati Uniti

#### 1997
- National Museum of American History, Washington DC, Stati Uniti

#### 1979
- Colorado Institute of Art, Denver, Stati Uniti

## Pubblicazioni
Le fotografie di Iverson sono state pubblicate su i più importanti giornali di tutto mondo come TIME, Life, People, New York Times, National Geographic, Geo, Paris Match, Stern, Le Figaro, Smithsonian Magazine, The Economist, Sunday Times, Money e Time-Life Books.

## Opere di Barry Iverson nelle collezioni
- Harvard University, Cambridge, Stati Uniti
- American University, Il Cairo, Egitto
- Proctor & Gamble
- Life Gallery of Photography, New York, Stati Uniti
- Alan Koppel Gallery, Chicago, Stati Uniti
- Christian Diener, Berlino, Germania
- Camera Obscura Gallery, Denver, Stati Uniti
- Bissan Gallery, Qatar, Emirati Arabi Uniti
- Green Art Gallery, Dubai, Emirati Arabi Uniti